# Nikolaos Skoufas
Nikolaos Skoufas (Grieks: Νικόλαος Σκουφάς) is sedert 2011 een fusiegemeente (dimos) in de Griekse bestuurlijke regio (periferia) Epirus.
De vier deelgemeenten (dimotiki enotita) zijn:
- Arachthos (Άραχθος)
- Kommeno (Κομμένο)
- Kompoti (Κομπότι)
- Peta (Πέτα)